# Raymond Adolphe Séré de Rivières
Pour les articles homonymes, voir Séré.
Raymond Adolphe Séré de Rivières, né le 20 mai 1815 à Albi (Tarn) et mort le 16 février 1895 à Paris, est un ingénieur militaire et général français.
Séré de Rivières a donné son nom à un système complet de fortifications construit après la guerre franco-allemande de 1870.
On le surnomme le « Vauban du XIXe siècle », distinction qu'il partage avec François Nicolas Benoît Haxo. L'alter-ego belge de Séré de Rivières est Henri Alexis Brialmont, tandis que celui allemand est Hans Alexis von Biehler.

## Biographie
Le « Rivières », du nom de famille « Séré de Rivières », vient de la commune de Rivières, près de Gaillac, dans le Tarn. Cadet d'une famille de quatre enfants originaire du Languedoc, il est admis en 1833 à l'École militaire de Saint-Cyr, mais il fait le choix de ne pas y entrer, préférant poursuivre ses études de droit. Il entre à l'École polytechnique en 1835, et il en sort en 1837 avec le grade de sous-lieutenant. Il intègre alors l’École d'application de l'artillerie et du génie de Metz où il apprend les bases de la fortification permanente.
En 1839, il rejoint le 2e régiment du génie d'Arras où il perfectionnera ses connaissances. Il s'inspire des idées du marquis de Montalembert. Lieutenant en 1841, il est capitaine de deuxième classe en janvier 1843, puis nommé à la chefferie de Toulon en avril de la même année. À ce poste, il fait preuve de capacités inhabituelles en matière de fortifications, art dont la maîtrise guidera sa carrière. À Toulon, son œuvre comprend la caserne du Centre au Mont Faron et le fort du Cap-Brun. Il fut muté successivement :
- à Perpignan en octobre 1848 ;
- à Castres en mars 1849 ;
- à Carcassonne en juillet 1853 ;
- à Orléans en mars 1860 (après avoir participé à la campagne d'Italie de 1859) ;
- à Paris-Nord en octobre 1860 ;
- à Nice en janvier 1862 ;
- à Metz en août 1864 ;
- à Lyon en avril 1868.

Son idée maîtresse en matière de fortifications - faire reposer les défenses d'une place sur un ensemble de forts détachés plutôt que sur une ligne continue - a été mise en œuvre dans nombre des places où il a été amené à exercer : Toulon, mais aussi Nice (ouvrages de la Tête de Chien, de la Drette et de la Revère), Metz (forts de Saint-Quentin, Plappeville, Saint-Julien et Queuleu), Lyon (enceinte reliant les forts de Caluire et de Montessuy). Il est promu Grand officier de la Légion d'honneur en 1878.
Séré de Rivières repose au cimetière du Père-Lachaise, où sa modeste sépulture porte simplement l'épitaphe Lapides clamabunt (les pierres crieront,).

## La guerre franco-prussienne

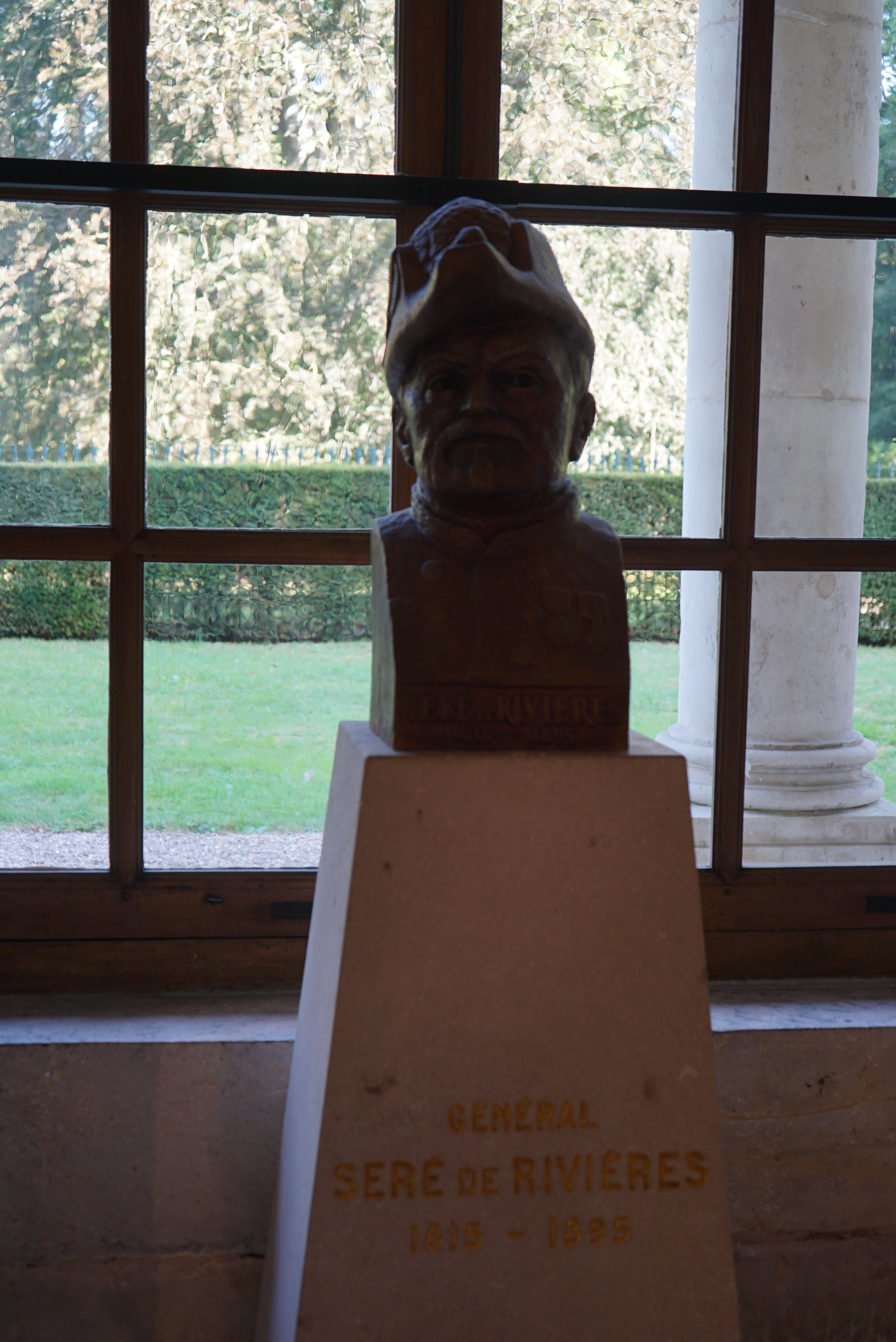
Son buste au Palais du gouvernement de Nancy.

En 1870, il parvient à contrôler l'insurrection urbaine à Lyon et à mettre la place en état de défense ; ces faits lui valent la promotion au grade de général de brigade en octobre. Trois mois plus tard, il est nommé commandant du génie du 24e corps de l'Armée de l'Est, sous les ordres du général Bourbaki, et il prend une large place dans la victoire d'Arcey, ce qui lui vaut la place de commandant du génie de l'Armée de l'Est.
Quelques semaines plus tard, à la tête du génie du 2e corps de l'armée de Versailles, il dirige les sièges des forts d'Issy, de Vanves et de Montrouge, qu'il enlève aux Fédérés en mai 1871.
À l'automne 1871, Séré de Rivières est à la tête d'une campagne de reconnaissance de la défense de la France au niveau de la frontière italienne, et en 1872, il est chargé d'instruire comme rapporteur le procès du maréchal Bazaine (son rapport, rigoureux et accablant pour le maréchal, sera remis le 6 mars 1873).

## Le système défensif Séré de Rivières

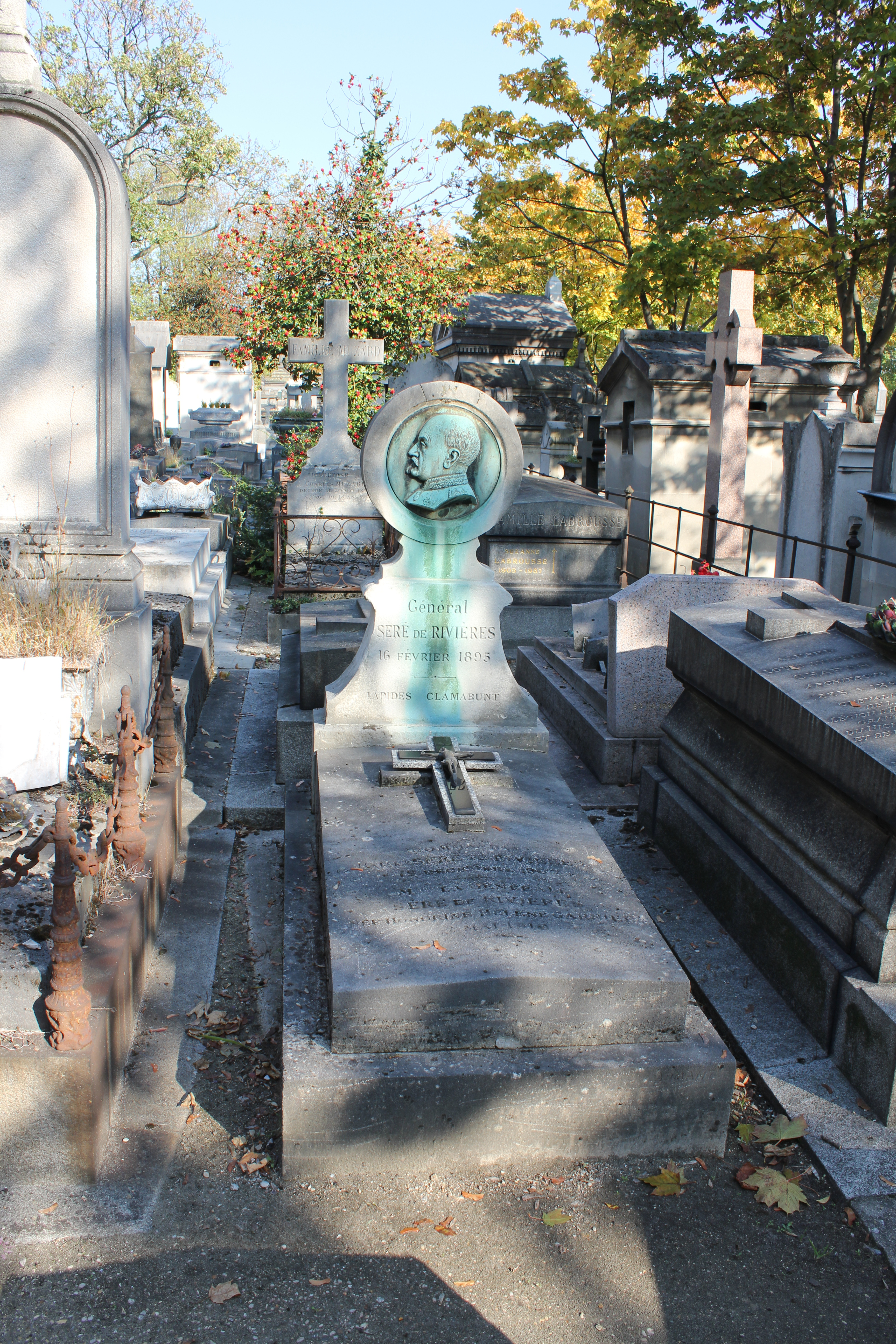
Tombe de Raymond Adolphe Séré de Rivières au cimetière du Père-Lachaise.

En juin 1873, il devient secrétaire du Comité de défense. Opposé au général Frossard dans une querelle d'école, il a l'occasion d'exposer en détail sa conception de la réorganisation des frontières. Celle-ci est à la fois défensive et offensive, fixe et en mouvement. Appuyée sur un système de régions fortifiées linéaires, tendant à canaliser l'ennemi vers une ouverture où une armée restreinte l'attendrait, elle tient compte de l'évolution des armements et cherche avant tout à éloigner un ennemi éventuel de Paris. Cette conception, inspirée par celle de Vauban mais mise au goût du jour, a en partie été guidée par la défaite de 1871 : les fortifications à la Vauban, si elles avaient brillé en leur temps, avaient fait preuve d'une inadaptation aux armes nouvelles, et nécessitaient une reprise complète. Deux textes fondent essentiellement cette doctrine :
- Considérations sur la reconstitution de la frontière de l'Est (remis au Comité le 21 juin 1873, adopté à l'unanimité et exposé le 15 novembre suivant) ;
- Exposé sur le système défensif de la France (déposé le 20 mai 1874, le 17 juillet suivant, la loi relative à l'amélioration des défenses de la frontière de l'Est est promulguée).

En 1874, Séré de Rivières devient directeur du Service du Génie au ministère de la Guerre, chargé par le général du Barail de la construction d'une défense allant de Dunkerque à Nice et qui portera son nom. Son projet voit son programme de réalisation lancé dès le 17 juillet 1874, avec une loi votée à l'unanimité. La frontière du nord et du nord-est est divisée en quatre groupes :
- Le groupe Jura, avec la place de Besançon comme base.
- Le groupe Vosges, s'appuyant sur Épinal et Belfort.
- Le groupe de la Meuse moyenne, constitué par un rideau d'ouvrages reliant Verdun à Toul par les Hauts de Meuse.
- Le groupe Nord, s'étendant de Montmédy à Dunkerque, s'appuyant sur Maubeuge et Lille et se reliant au groupe de la Meuse par les positions de Montmédy-Longwy, les Ayvelles-Givet.

La frontière italienne voit sa défense améliorée par un renforcement des vieilles forteresses de montagne, de l'ancien camp retranché de Lyon, des places-fortes de Nice et de Toulon. Son influence est également visible sur la frontière espagnole et le long de la côte atlantique, mais aussi à Paris, où il est à l'origine d'une nouvelle ceinture de forts, placés très en avant de ceux de 1840.
Le général Séré de Rivières mène ainsi son programme. Remplacé à la suite d'une cabale politique contre le service du génie le 10 janvier 1880 par le général Cosseron de Villenoisy, ce dernier poursuit son programme sans grands changements jusqu'en 1885. Ainsi furent construits 196 forts, 58 petits ouvrages (dont 16 redoutes) et 278 batteries sur l'ensemble des frontières et places stratégiques du pays, pour une dépense estimée à 450 millions de francs-or (ouvrages) et 229 millions de francs-or (armement).
L'implantation du système Séré de Rivières que les Allemands baptisèrent « la barrière de fer »  se poursuivit jusqu'en 1914 par la construction de 16 nouveaux forts, 116 ouvrages et redoutes, 7 fortins et 15 blockhaus  ainsi que plusieurs milliers de batteries. Cette œuvre gigantesque s'étend du pas de Calais aux Alpes .
En hommage, le quartier du 2e régiment du génie, anciennement situé à Metz, où il a servi comme lieutenant, a pris le nom de quartier Séré de Rivières. Ce quartier est aujourd'hui (2011) occupé par le 3e régiment de hussards. Son nom a été donné, le 10 juillet 2014, à la troisième promotion des élèves-officiers de l’École nationale supérieure des ingénieurs de l'infrastructure militaire (ENSIM), située à Angers.
Il existe une rue Séré-de-Rivières à Albi, Hyères, Verdun et Wambrechies, une rue du-général-Séré-de-Rivières à Écrouves, Épinal et Paris ainsi qu'une allée Séré-de-Rivières à Saint-Apollinaire (21).

## Distinctions
- Grand officier de la Légion d'honneur (décret du 30 juillet 1878)
- Médaille commémorative de la campagne d'Italie (1859)
- Officier de l'ordre militaire de Savoie (16 janvier 1860)

## Hommages
- Caserne Séré-de-Rivières, à Metz.

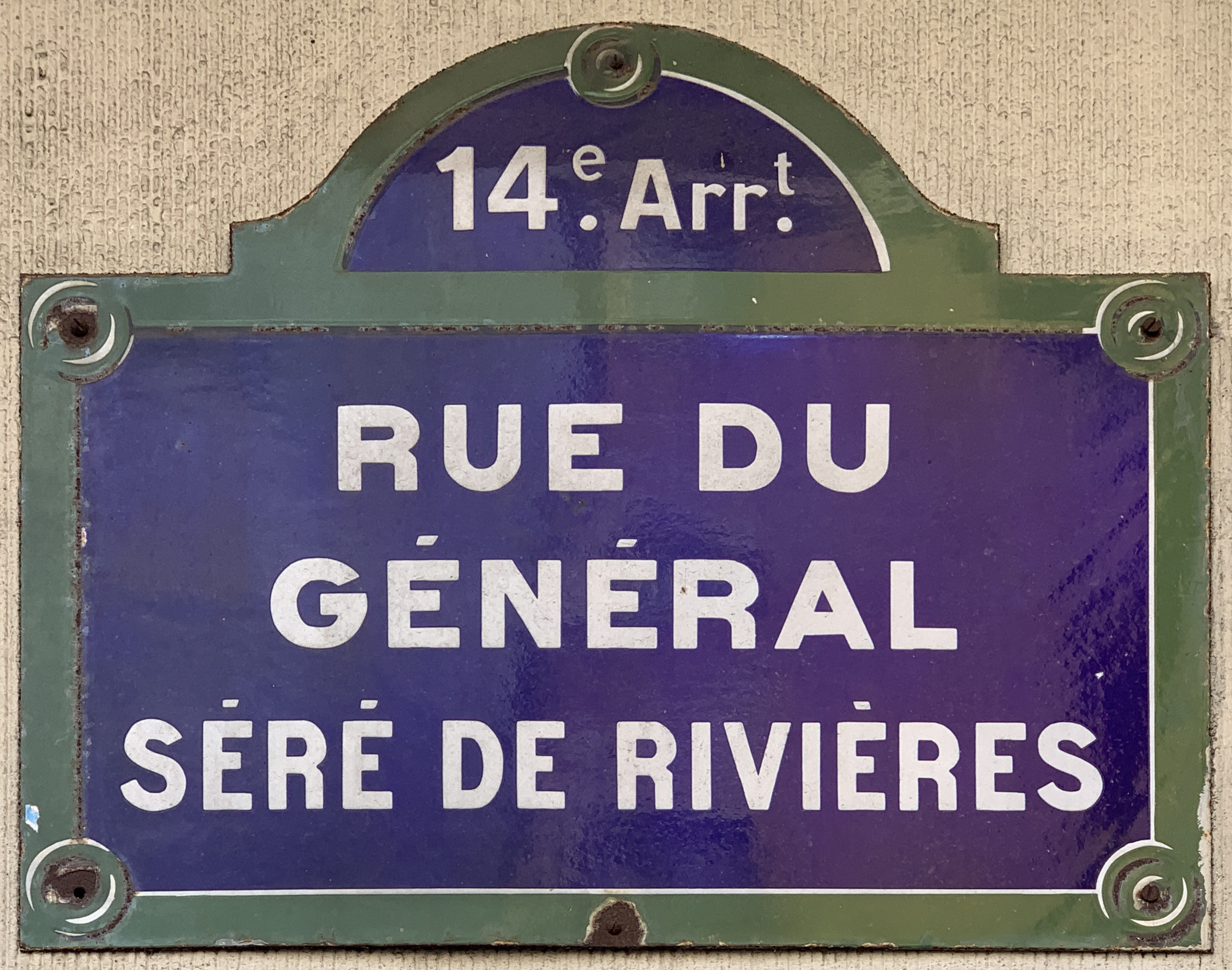
Plaque Rue Général Séré Rivières - Paris XIV.

- Rue du Général Séré de Rivières, à Paris.
- Rue Séré de Rivières, à Albi.
- Rue Séré de Rivières, à Wambrechies.
- La promotion « Séré de Rivières » de l'École nationale supérieure des ingénieurs de l'infrastructure militaire.
- Route général Séré de Rivière, à Épinal.